# Княжая башня
Княжа́я башня — четырёхугольная глухая (непроезжая) башня в юго-западной части Новгородского детинца. Башня в плане представляет собой «квадрат» 9 × 9,8 м. Высота башни с зубцами — 18,5 м, а толщина стен на уровне первого яруса — 2 м. Венчает башню десятиметровый шатёр. Первоначально башня имела шесть ярусов, первый и третий ярус опирались на кирпичные своды, ныне перекрытия разобраны. Башня имела выходы на стены (сейчас заложены).

## Расположение
Княжая башня расположена в южной части Кремля между башнями Спасской и Кокуй. С двух сторон к Княжей башне примыкает Кремлёвская стена.

## История
Упоминается в разное время по-разному: в 1626 году «за Боярским двором», «на государевом дворе» (то есть на Воеводском дворе) — в 1660-е и 1670-е гг., «Власьевская», в 1694 году от названия церкви Власия на Волосовой улице, на которую фасадом выходит башня. Сооружена в 1484—1499 гг., вероятно взамен прежней. Современное название башни было введено в литературу в начале XX века.
Башня переделывалась в XVI веке и при строительстве Воеводского двора в конце XVII века, тогда у башни выстроили двухэтажную пристройку, которую, как и башню, приспособили для нужд Воеводского двора. В башне тогда на первом этаже был погреб, а на втором — сушило (продовольственный склад). В 1784 году башня была приспособлена под архив Казённой палаты. Во время археологических раскопок Н. К. Рериха в 1910 году была обнаружена нижняя часть пристройки.
Во время Великой Отечественной войны Княжая башня была оторвана от стен, но не рухнула. Исследовалась башня также А. В. Воробьёвым и M. X. Алешковским в 1957 году.
30 апреля 1991 года упал участок стены у Спасской башни, а немного спустя, в ночь с 3 на 4 мая, рядом обрушилась ещё часть стены между Спасской и Княжей башней. В 1994—1996 гг., вместо обрушившегося фрагмента стены между Спасской и Княжей башнями был возведён новый.
Башня изображена на пятирублёвой российской банкноте.

## Культурное наследие

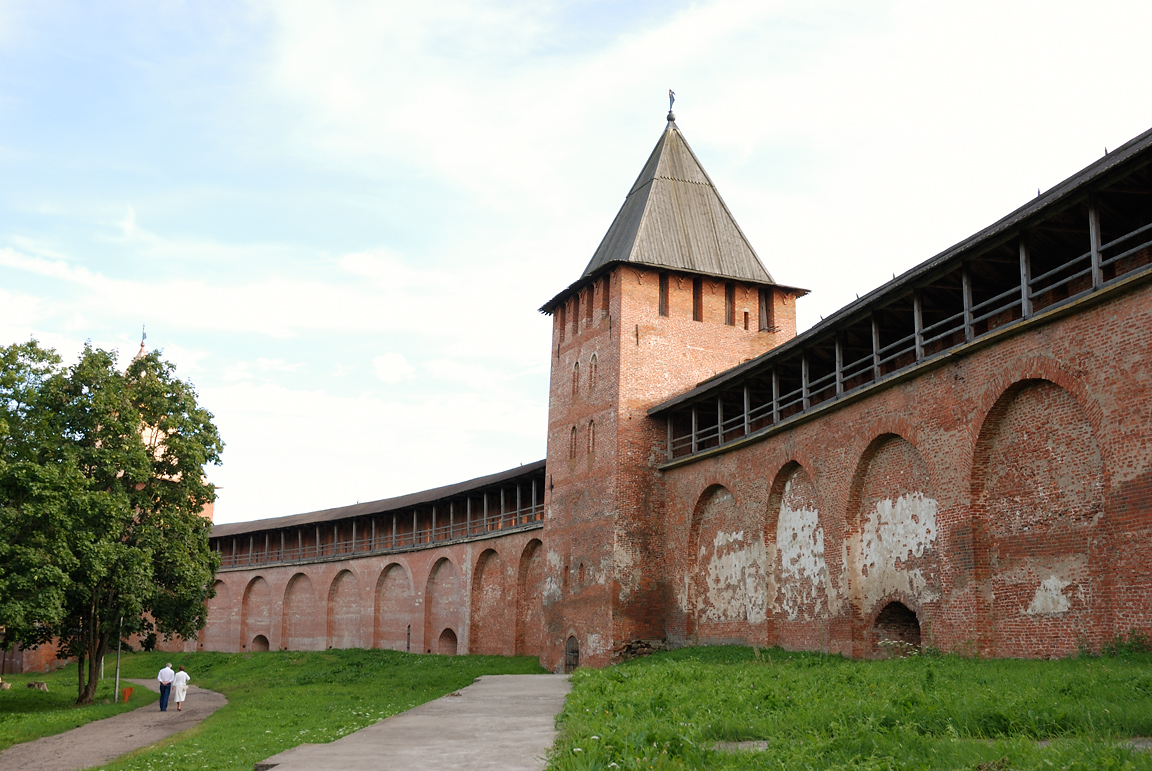

30 августа 1960 года постановлением Совета Министров РСФСР № 1327 «О дальнейшем улучшении дела охраны памятников в РСФСР» ансамбль Новгородского кремля принят под охрану как памятник государственного значения.
В 1992 году Решением юбилейного заседания Комитета Всемирного наследия ЮНЕСКО архитектурный ансамбль Новгородского кремля включён в Список Всемирного наследия.